# BTR-80
El BTR-80 és un transport blindat de personal amfibi d'origen soviètic. Dissenyat per dur a terme missions de transport d'infanteria al camp de batalla i per proporcionar suport proper, el BTR-80 també pot fer tasques de reconeixement, suport en batalla i patrulla.
Successor del BTR-70, el 80 en corregeix algunes mancances, com la falta de portes prou grans o l'ús de dos motors bessons per la propulsió, i en modernitza múltiples components. A més a més ofereix millor protecció i fiabilitat que els BTR anteriors i disposa de variants amb armament més potent, tot mantenint una bona mobilitat L'abreviació BTR-80 prové del rus BronyeTRansportyor (бронетранспортер, literalment "Transport blindat").
El BTR-80 va entrar en servei l'any 1986 i actualment és un blindat que opera a més de 30 estats del món. En total se n'han produït més de 5.000 unitats i múltiples variants, que serveixen en molts tipus de rols.

## Història
Els orígens del BTR es remunten als anys posteriors a la Segona Guerra Mundial. En aquella època la Unió Soviètica necessitava un mitjà eficient i barat per mecanitzar les nombroses files de l'Exèrcit roig. En resposta a aquesta necessitat es van dissenyar múltiples vehicles, un d'aquests fou el BTR-60, que va entrar en servei entre els anys 1960 i 1961. Va demostrar ser de molta utilitat, era un vehicle simple, tenia 4 eixos, tracció 8x8, podia acompanyar els tancs i no era tan costós com un blindat de cadenes tot i oferir una protecció completa als soldats.
A la dècada dels 70 se'n va dissenyar una nova versió, el BTR-70. Presentava millores respecte al blindat original. Tenia uns motors una mica més potents, més blindatge i uns pneumàtics més resistents a les punxades. Tot i això, el BTR-70 conservava elements del disseny poc adequats pel camp de batalla: poc espai per poder sortir ràpidament del vehicle, una elevació de la torreta de només 30º... que es van demostrar fatals a la guerra afganosoviètica.
A principis dels 80, es va començar el desenvolupament d'una nova versió del BTR que corregís aquests defectes. El 1984 en va aparèixer el resultat, el BTR-80, que es començaria a produir en massa i entraria en servei l'any 1986. Des de la seva aparició el BTR-80 ha participat en nombrosos conflictes.

## Característiques

### Blindatge i distribució
El cos del BTR-80 està fet de xapes d'acer soldades, amb un gruix de 10 mm al frontal i 9 als laterals. Gràcies a la forta inclinació del blindatge, al frontal, les xapes ofereixen una protecció segura contra projectils de 12,7 mm, mentre que a tota la resta de costats ofereix seguretat contra bales de 7,62 mm i resquills o metralla. Per millorar la supervivència del passatge s'han instal·lat diferents afegits. A alguns models de bases properes a Moscou se'ls ha aplicat un conjunt de 34 mòduls de blindatge reactiu explosiu (ERA), que incrementen la protecció a la tripulació en entorns de guerra urbana. En altres llocs s'hi ha afegit blindatge de reixa (slat armor), especialment dissenyat per protegir el vehicle dels projectils de càrrega buida.

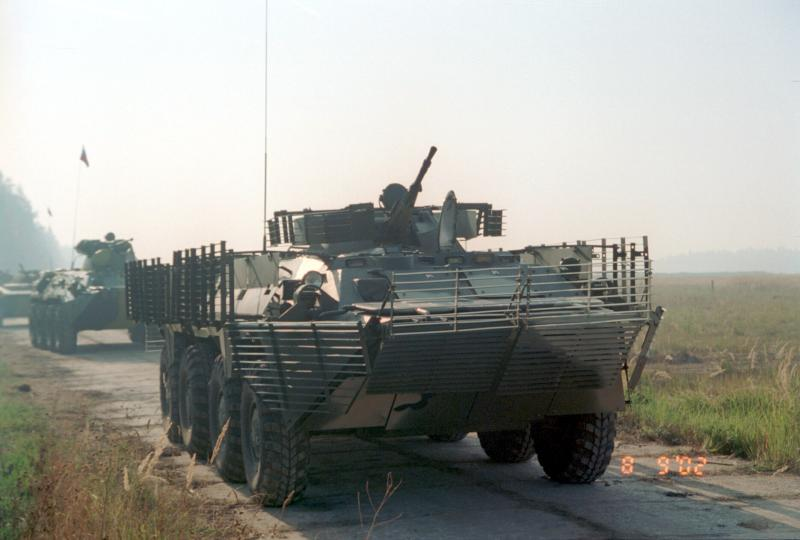
Un BTR-80 amb blindatge reixat afegit per protegir-lo de projectils de càrrega buida.

A sobre d'aquest xassís, centrada respecte als laterals i desplaçada cap al frontal, hi ha la torreta. De forma troncocònica, està feta amb 5 planxes d'acer soldat, 4 als costats i una al sostre, que fan 7 mm de gruix, destaca molt poc a causa de la poca alçada. Tot el conjunt es recolza sobre 4 eixos, 2 a davant i 2 al darrere separats per les portes laterals de sortida del vehicle.
La torreta BPU-1 és austera, al davant i centrada hi ha l'arma principal, una metralladora KPVT de 14,5 mm. Coaxialment, a la dreta, hi ha la metralladora secundària, una PKT de 7,62 mm. Al darrere hi van agrupats els sis llançafumígens 3D6 de 81 mm, que poden crear una cortina de fum per amagar el blindat. En alguns models, a sobre de l'arma principal s'hi munta un llum de cerca cilíndric OU-3GA2M que sobresurt lleugerament i que serveix per il·luminar l'objectiu en combats nocturns.
Per dins el BTR-80 està dividit en tres compartiments principals. Al frontal hi van el conductor/mecànic i el comandant, a esquerra i dreta, respectivament i tots dos disposen d'una escotilla a sobre per sortir o observar. En cas de combatre, al davant a la dreta també hi ha una espitllera per on es pot disparar amb una metralladora PK de 7,62 mil·límetres. Al mig hi ha el compartiment dels passatgers, que no està separat físicament del primer. En aquest hi van l'artiller i els infants. En el camp de batalla, els soldats poden obrir foc amb les seves armes a través de 6 espitlleres que tenen, 3 a cada lateral del vehicle, orientades lleugerament cap endavant i pensades per fusells AK-74 o AKM. L'artiller s'assenta a una cadira que hi ha just a sota de la torreta, i que hi gira solidàriament, i dispara l'armament del vehicle. Al darrere de tot hi va la cambra del motor, que sí que està separada de la resta de compartiments.

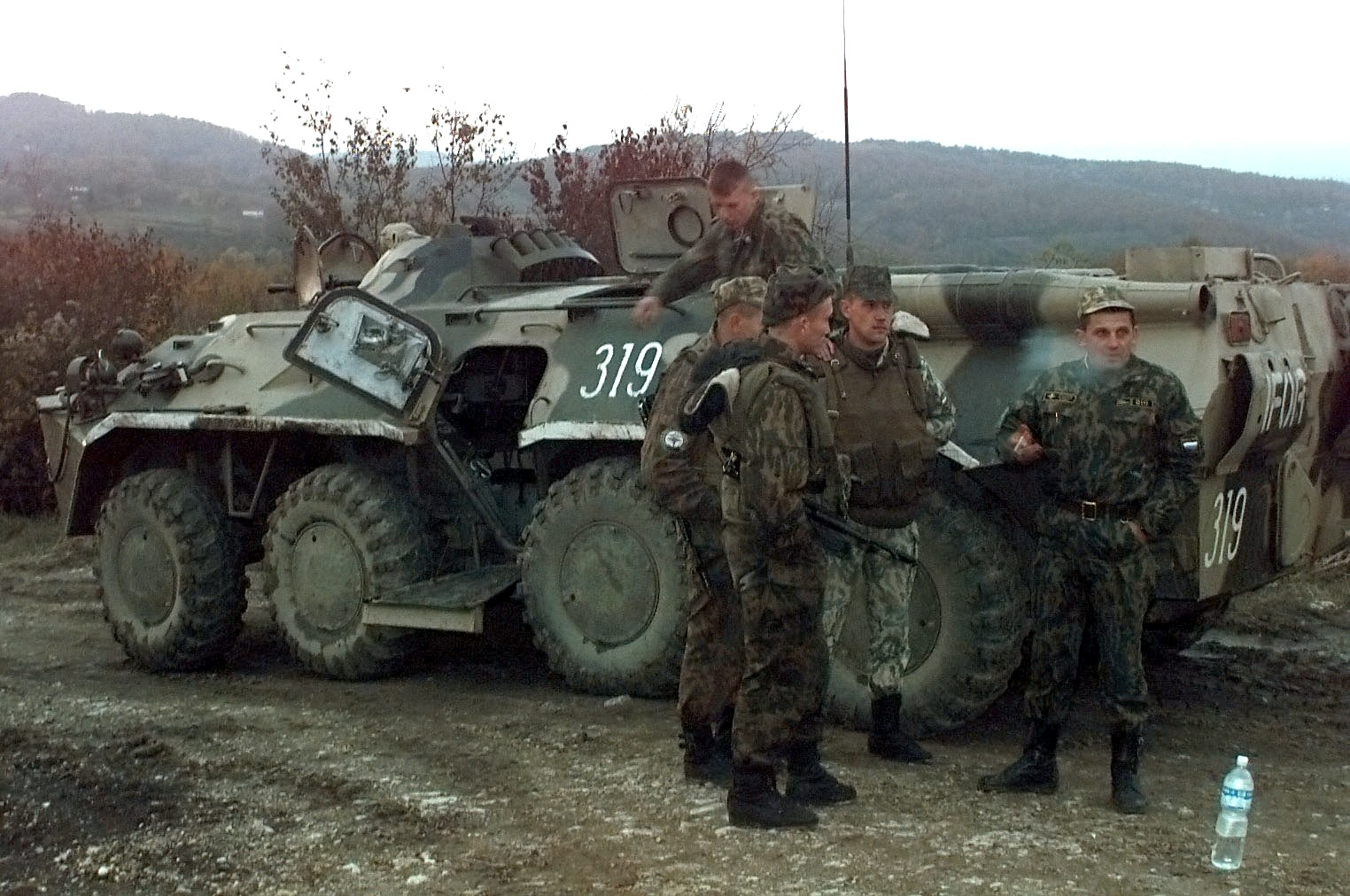
Un BTR-80 a Bòsnia amb totes les escotilles obertes i la tripulació descansant l'any 1996.

Per sortir del vehicle, a cada costat, hi ha una porta entre el segon i el tercer eix. Dividida en dues meitats, una part s'obre cap endavant, cobrint el soldat, mentre que l'altre s'abat cap avall servint d'esgraó per facilitar l'entrada i sortida, aguantant bé el pes d'un soldat. Aproximadament a la part central del vehicle, al darrere de la torreta i a tots dos costats, hi ha un parell d'escotilles quadrangulars. En conjunt, les 4 portes/escotilles ben distribuïdes permeten una ràpida sortida/entrada del blindat.
A més a més, el BTR-80 està equipat amb un sistema de protecció contra perills NBQ (Nuclears Biològics i Químics) que desactiva el motor i pressuritza l'interior del vehicle en cas d'atac. Per altra banda, hi ha un sistema semiautomàtic d'apagat d'incendis pel sistema motriiu i dos extintors de diòxid de carboni al compartiment de personal.
A destacar també, que al morro de BTR-80, amagat per una petita trapa, hi ha un torn amb una força tractora de 60.000 N que es pot doblar en cas de necessitat.

### Armament

#### Armament principal
L'arma principal del BTR-80 és la mateixa que tenia el BTR-70, una metralladora pesant KPVT de calibre 14,5 mm. Variant de la KPV, desenvolupada durant la Segona Guerra Mundial, la KPVT n'és una adaptació per a vehicles. És una metralladora fiable, potent i barata. Amb una cadència de foc de 600 bales per minut i un abast màxim de 2 km contra objectius terrestres i 1,5 contra aeris és una bona arma contra vehicles lleugers o infanteria però no és cap amenaça contra la gran majoria de blindats.

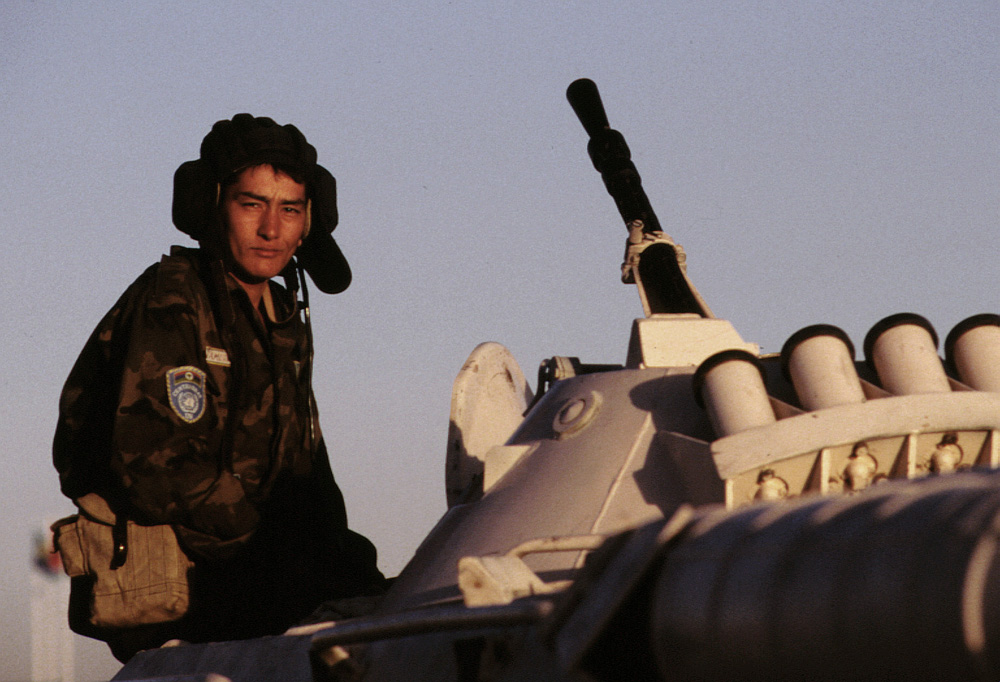
Un soldat del Kazakhstan descansa al costat de la torreta d'un BTR-80. S'hi poden apreciar els llançafumígens i el gran calibre de la metralladora.

La torreta BPU-1 que ho munta està operada per un sol home, pot rotar 360° i té una elevació que va des dels -4º fins als 60º. Aquesta elevació permet atacar objectius aeris en vol resant o terrestres enfilats a edificis o muntanyes. Generalment, el BTR-80 porta 500 cartutxos de 14,5 mm per la metralladora KPVT.

#### Armament secundari
L'armament secundari del BTR-80 és una metralladora coaxial PKT de 7,62 mm. Aquesta és una variant de la metralladora PK, desenvolupada per Mikhaïl Kalàixnikov a la dècada dels 60, amb una cadència de foc de fins a 650 bales per minut, tot i que per mantenir disparant de forma continuada es redueix a 250 bales per minut. El seu abast màxim és de fins a 1 km.
A més a més, normalment cada BTR-80 porta dos míssils antiaeris portàtils (SA-14, SA-16 o SA-18) i un llançagranades.

### Sistema motor
El sistema motor del BTR-80 constava, durant els primers anys de producció, d'un motor dièsel amb turbocompressor produït per l'empresa KamAZ, model KamAZ-7403 refrigerat per líquid. Aquest motor era de 8 cilindres i estava disposat en V. El KamAZ-7403 podia desenvolupar una potència màxima de fins a 260 CV (191 kW) a 2600 rpm. El parell era de 785 Nm a 1600-1800 rpm.
Posteriorment, l'any 1993, es va substituir aquest motor per un YaMZ-238M2, de característiques similars. Concretament la potència màxima és de 240 CV (177 kW), en comptes dels 260 de l'anterior motor. La disposició i el nombre de cilindres és la mateixa, i en termes de mobilitat pràcticament no va aportar cap diferència respecte al model original. El motor, que va muntat al darrere del vehicle, va connectat a una transmissió manual amb una caixa de canvis amb 5 marxes endavant i una cap endarrere.
A més a més, acoblat al motor hi van un parell de turbohèlixs que van col·locades a la part inferior del darrere del vehicle, sota una coberta retràctil, i que permeten al BTR-80 superar cursos d'aigua. Abans d'entrar a l'aigua s'aixeca l'escullera/trencaones del davant, una xapa rectangular abatible que serveix per desviar l'aigua, es tanquen les vàlvules de drenatge, la pressió dels pneumàtics s'abaixa i s'obre la coberta de les hèlixs. Al final, això permet que el BTR-80 vagi a velocitats d'aproximadament 9 km/h a l'aigua.
La suspensió és independent per les 8 rodes i és de tipus barres de torsió, també tenen un amortidor de xocs hidràulic. El vehicle té tracció a les 8 rodes, tot i que només les 4 del davant condueixen, i disposa d'un sistema centralitzat d'inflat dels pneumàtics, que en permet augmentar o reduir la pressió des del lloc del conductor. Això és pràctic en terrenys tous o fangosos, on uns pneumàtics a baixa pressió tenen més adherència.
Generalment, el BTR-80, va equipat amb pneumàtics KI-80 o KI-126 resistents a les bales. Tot i així, si el toquen, el vehicle es pot continuar movent fins i tot amb una pèrdua important d'aire als pneumàtics o amb la destrucció d'una o dues rodes. Fins i tot amb les rodes completament sense aire, per culpa de múltiples forats, pot continuar avançant uns centenars de kilòmetres.
Aquest conjunt permet que el BTR-80 pugui assolir velocitats de 80-90 km/h en carretera, o de 35 km/h camp a través, amb un abast màxim de 600 km o 480, segons si és per carretera o camp a través per on circula. La seva mobilitat és bona, podent superar pendents del 60%, talussos laterals del 40%, parets verticals de 0,5 m i trinxeres de 2 m. També s'ha de destacar que el BTR-80 és aerotransportable en avions de càrrega Antonov An-22, Il-76 o Lockheed C-130 Hercules.

### Equip electrònic i òptic
En l'apartat òptic/electrònic, el tirador disposa de 2 visors per disparar. L'1PZ per disparar de dia i l'1PN96 per disparar de nit. Ambdós estan manufacturats per Vologda Optical-And-Mechanical Plant VOMZ OJSC. La relació d'ampliació del primer és de fins a 4 i el del segon de fins a 6,1. En el cas del visor nocturn pot detectar enemics fins a 700m.
El comandant per la seva banda té un visor dia/nit TKN-3MK fabricat per Novosibirsk Instrument Making Plant FSUE PU i que de nit té un abast de fins a 500 m.

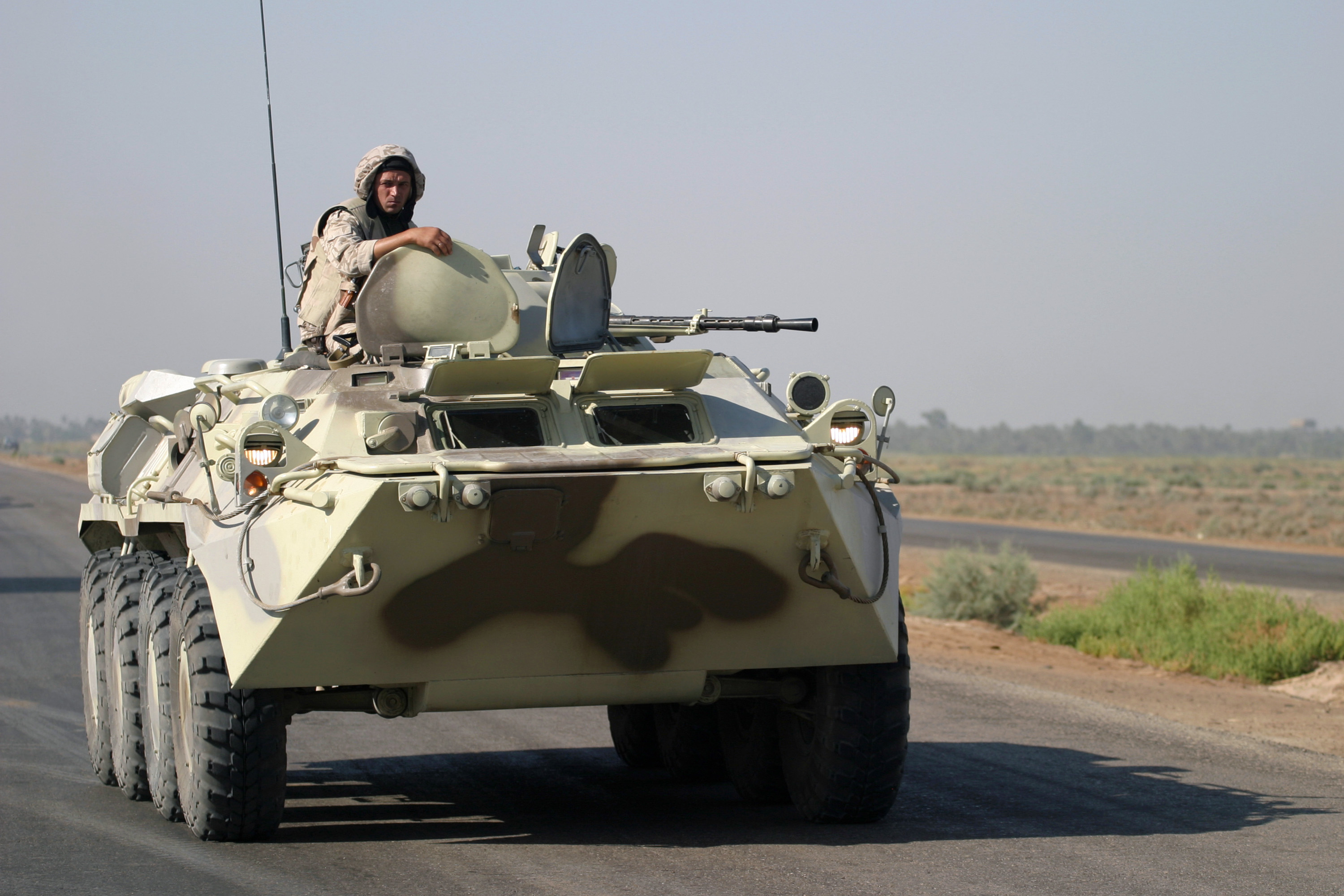
Un BTR-80 ucraïnès durant la invasió de l'Iraq circulant amb els vidres destapats, per tenir una millor visibilitat, i el comandant del vehicle a fora.

A més a més el BTR-80 té múltiples periscopis per tot el buc, a la torreta, al voltant de l'escotilla del conductor i comandant... I també s'ha de destacar que al davant el blindat té un parell de petits vidres per poder conduir amb més visibilitat que, en cas d'entrar en combat, es poden tapar amb una xapa de blindatge i continuar avançant fent servir només els periscopis.

## Variants
El BTR-80 disposa d'una gran varietat de modificacions que l'adapten a molts tipus de guerra.

### Federació russa
- BTR-80 (GAZ-5903) - Versió bàsica exposada explicada a l'article.
  - BTR-80M - Variant millorada amb un motor YaMZ-238M2 de 240 CV, nous pneumàtics i un buc lleugerament major. És la versió simple produïda des de 1993.
- BTR-80K (GAZ-59031) kommandnyj - Versió de comandament. Equipat amb una antena telescòpica, un sistema de navegació TNA-4 i un equip de ràdio R-163-50У[2].
- BTR-80A (GAZ-59034) - Variant convertida en vehicle de combat d'infanteria amb un canó automàtic de 30 mm 2A72. La torreta és BPPU i porta les mires 1PZ-9 (pel dia) i TPN-3 o TPN-3-42 "Kristall" (per a la nit). Es va començar a produir i va entrar en servei l'any 1994.
  - BTR-80S - Versió del VTR-80A per les tropes del Ministeri de l'Interior de Rússia. Està equipat amb el mateix armament que el BTR-80 original.
  - BTR-80AK - command variant of the BTR-80A with two whip antennas in the rear corners and with only 1 firing port on the right hull side.
    - BRDM-3 bronirovannaya razvedivatel'no-dozornaya mashina - vehicle blindat de reconeixement/patrulla derivat del BTR-80AK amb un nou visor dia/nit al davant de la posició del comandant. La tripulació es redueix dels 7 infants a 6.
- BTR-82 - Últim model en producció amb millores al blindatge, un sistema de visió nocturna TKN-4GA, sistema de navegació GLONASS i un motor més potent de 300 CV. L'armament original es conserva però s'instal·la en una torreta BPPU.[6]

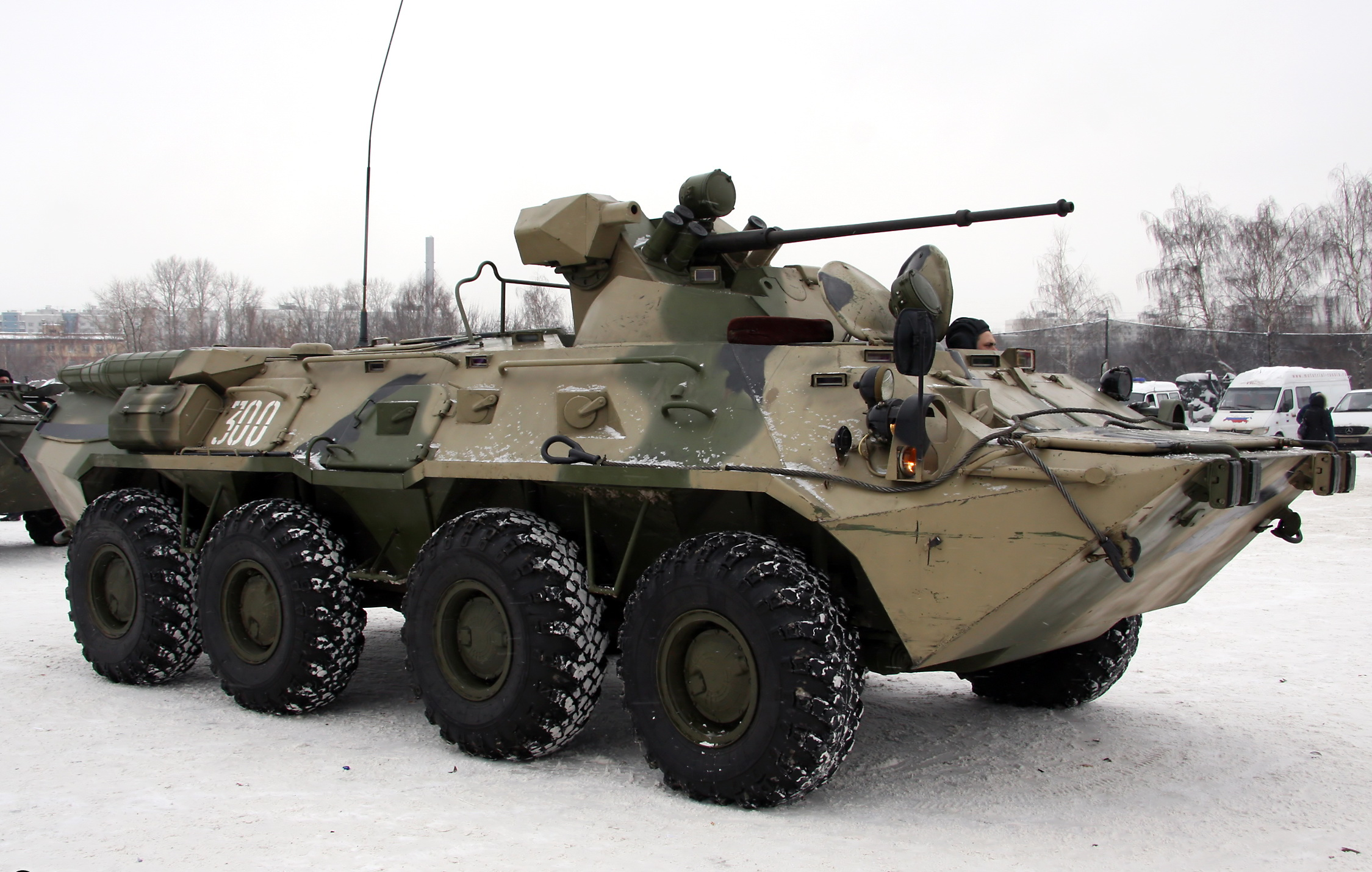
El BTR-80A destaca per la torreta diferent i el canó automàtic de 30 mm 2A72.

- - BTR-82A - Última versió en producció, incorpora les mateixes millores que el 82 i a més a més un canó automàtic 2A72 com el del model 80A.
  - BTR-82AM - Variant per la infanteria de marina del BTR-82A. Es van començar a entregar a finals de 2013.
- 2S23 "Nona-SVK" - Versió de suport del BTR armat amb un canó/morter 2A60 de 120 mm. La tripulació passa a ser de 4 persones sense capacitat per passatgers. Es va adoptar l'any 1990.
- BREM-K (GAZ-59033) bronirovannaya remontno-evakuatsionnaya mashina - Vehicle de recuperació blindat basat en el BTR-80 equipat amb ganxos per remolcar, un torn, equipament de soldadura i una petita grua. L'armament es redueix a una sola metralladora PK.[6]
- KM-80 or BTR-80 PBKM - Vehicle de comandament.
- RKhM-4 razvedivatel'naya khimicheskaya mashina - Variant de reconeixement en entorns contaminats per armes NBQ. Els elements de detecció inclouen els sistemes IMD-21BA i DP-5V, un sistema automàtic d'alarma química GSA-12, un set de detecció d'agents químics KPKhR-3, un equip meteorològic MK-3M, un sistema de recollida de mostres KPO-1, un detector automàtic ASP i un dispensador de banderetes KZO-2 per marcar àrees contaminades.
  - RKhM-4-01 - Versió millorada amb equipament més modern. Inclou els sistemes de detecció GSA-13, IMD-1R, ASP-12, PGO-11 i les ràdios més modernes R-171M i R-173M.
  - RKhM-4-02 - Una segona millora amb les noves versions de l'equipament: GSA-14, IMD-23, ASP-13, IMD-2NM. També inclou una interfície d'anàlisi i emmagatzematge UIK-RKhB i T-235-1U COMSEC.
  - RKhM-6 "Povozka" - Última versió. Inclou el sistema PRKhDD-2B amb un sistema de detecció amb un abast d'uns 3 km. A més a més va equipat amb un sistema de navegació inercial SN-RKhM i un sistema de navegació per satèl·lit 14Ts834. En servei des de l'any 2013.
  - RPM-2 - Estació de reconeixement radiològic equipat amb un sistema KRPI. En servei des de l'any 2000. També es coneix amb el nom de NKR (nazemnij kompleks radiatsionnoj), que significa complex terrestre de reconeixement nuclear.
- R-149BMRA - Vehicle de comandament i telecomunicacions.

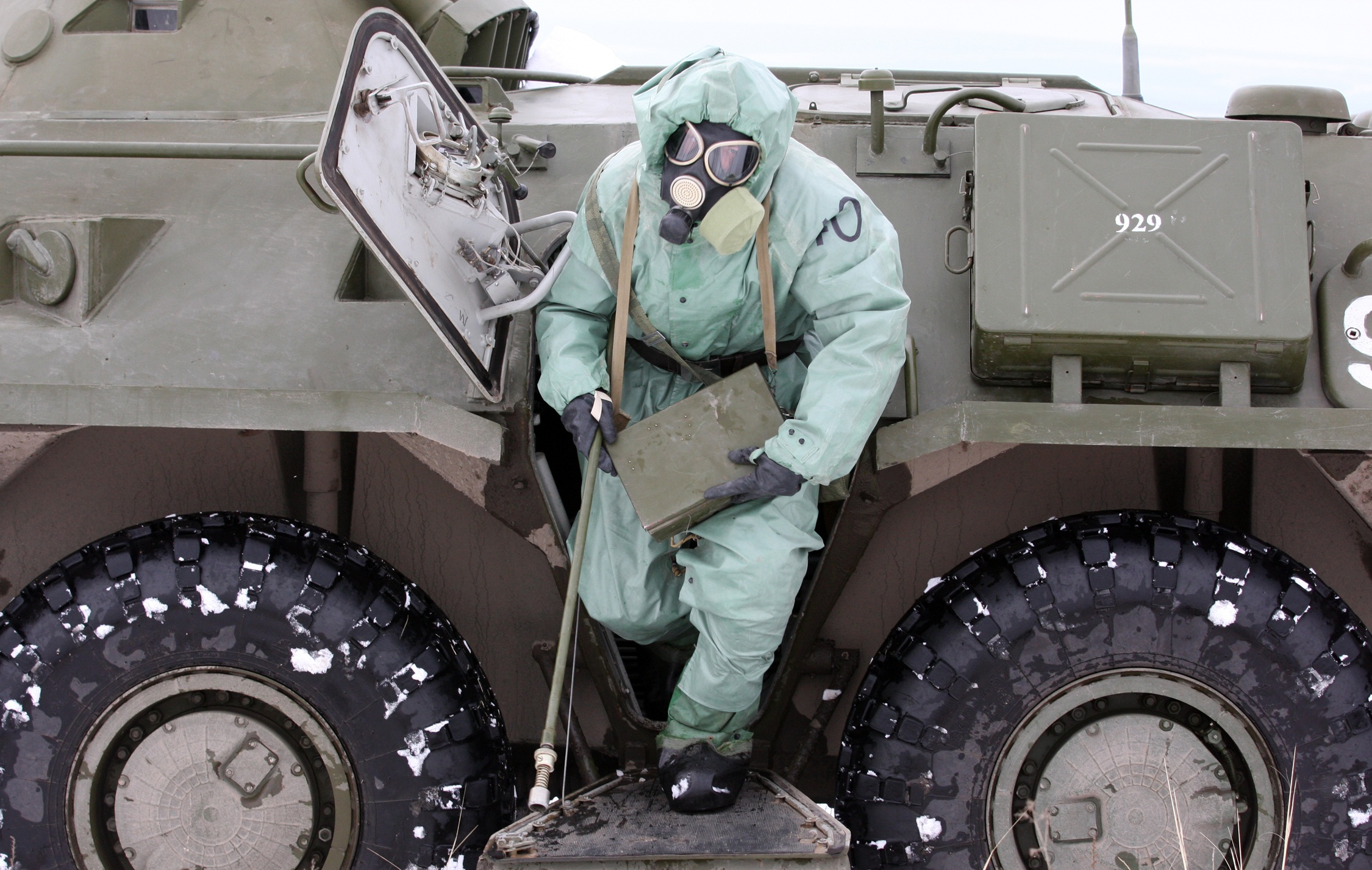
Un soldat rus amb un vestit protector contra agents químics i radioactius surt d'un RKhM-4-01.

- R-149MA3 - Una altra versió de comandament i telecomunicacions.
- R-439-BK1 - Estació de comunicació per satèl·lit. No disposa de torreta, que ha estat substituïda per una antena parabòlica. Té un generador addicional per subministrar l'antena.
- "Tajfun" - Versió plantejada. Seria la nova plataforma per les unitats de Coets Estratègics (RVSN). Tindria una nova torreta, amb una metralladora de 7,62 mm, un nou sistema d'observació TKN-4S i un radar "Kredo-1".
- ZS-88 (zvukoveshchatel'naya stantsiya) - Variant per a guerra psicològica amb un equip d'altaveus.
- ZS-96 (zvukoveshchatel'naya stantsiya) - Una altra variant per a guerra psicològica amb un equip d'altaveus
- K1Sh1 (GAZ-59032) - Vehicle de comandament amb un buc més gran i una torreta sense armes. També conegut com a UNSh (unifitsirovannyj shassi, xassís unificats). Serveix de base per a múltiples especialitzacions.
  - BMM-80 "Simfoniya" (GAZ-59039) (bronirovannaya mnogofunktsionalnaya meditsinskaya mashina) - ambulància blindada. Disposa de 3 altres variants que poden transportar 9 pacients, incloses 2 lliteres a la part del darrere del buc. Es va desenvolupar l'any 1993.
    - BMM-1 - Primera variant, serveix per primers auxilis i evacuació del camp de batalla.
    - BMM-2 - Segona versió, tractament mèdic inicial a nivell de batalló.
    - BMM-3 - Hospital mòbil.

  - E-351BrM - Estació generadora d'electricitat mòbil. El vehicle porta un generador elèctric dièsel AD-30T/400 que pot donar energia fins a 15 vehicles. Té una tripulació de 2 homes.
  - PU-12M6 (9S482M6) (punkt upravleniya) - Vehicle de comandament i bateria antiaèria (BKP - batarejnyj kommandnyj punkt) ideat pels batallons de defensa antiaèria. Equipat amb uns llançamíssils "Strela-1M" (SA-9), "Strela-10M2 (SA-13), "Osa-AK" (SA-8), 2S6 "Tunguska" i ZSU-23-4 "Shilka".
    - PU-12M7 (9S482M7) - Versió millorada.

  - 1V152 - Vehicle de comandament i observació avançat per a les unitats d'artilleria. L'equipament estàndard consisteix en telèmetres, visors dia/nit, sistemes de navegació...
  - R-149BMR - Versió de telecomunicacions. Està equipat amb els equips de ràdio R-168-100KA “Akveduk-100KA”, R-168-100U, R-163-25U, R-163-10V i R-163-1V “Arbalet” HF/VHF. També té un intercomunicador AVSK, un sistema de vídeo P-338, uns generadors AD-3 i 5U-285, una antena telescòpica ASh-4, una antena d'alta freqüència AZI, i una antena de tipus discone ShDA-50.
  - R-149MA3 - Vehicle de comandament i telecomunicacions.
  - R-165B - Vehicle de telecomunicacions d'alta freqüència. Està equipat amb les ràdios “Arbalet-500K”, R-163-10V i -50, R-163-AR. També disposa d'un enllaç d'alta freqüència R-016V "Vishnya" i d'un generador AB-4U-P2.5-1V. L'equip de ràdio té un abast de 20-350 km en moviment i de 40-1000 km aturat.
  - R-439-MD2 - Estació de comunicació per satèl·lit.
  - R-439-BK "Legenda 2BK" - Estació de comunicació per satèl·lit que opera a 3400-3900 MHz (recepció) i 5725-6225 MHz (transmissió).
  - P-240BTZ - Vehicle centraleta amb un equip "Zenit". Està pensat per ser el successor del vehicle P-240BT, basat en el BTR-60.
- "Infauna" - Variant de contramesures electròniques creada per les tropes aerotransportades. Està dissenyat per interferir des d'explosius controlats per ràdio fins a sistemes de comunicacions enemics.[12]

### Colòmbia
- BTR-80 "Caribe" - És la versió colombiana del BTR-80. L'usa la infanteria de marina de Colòmbia i va equipat amb una metralladora Browning M2 .50cal en comptes de la KPVT de 14,5 mm.[4]

### Hongria
- BTR-80M - Versió millorada amb un visor dia/nit KM-1M al sostre, un petit magatzem per guardar-hi ampolles d'aigua, un sistema NBQ millorat i un equip radiofònic hongarès.
- BTR-80 GKKO - Prototip sense torreta amb equipament d'observació.
- BTR-80 MPAEJ (műszaki páncélozott akadály elháritó jármű) - Versió sense armament pels enginyers militars.
- BTR-80 MPFJ (műszaki páncélozott felderitő jármű) - Vehicle de neteja d'obstacles sense torreta.
- BTR-80 MVJ (mentő-vontató jármű) - Vehicle de recuperació i reparació equipat amb una grua i un cabrestant.
- BTR-80 SKJ (sebesült kihordó jármű) - Versió fortament modificada per fer d'ambulància amb un compartiment de tropes ampliat.
- BTR-80 VSF (vegyi-sugár felderítő jármű) - Vehicle de reconeixement per entorns contaminats per agents NBQ.

### Romania

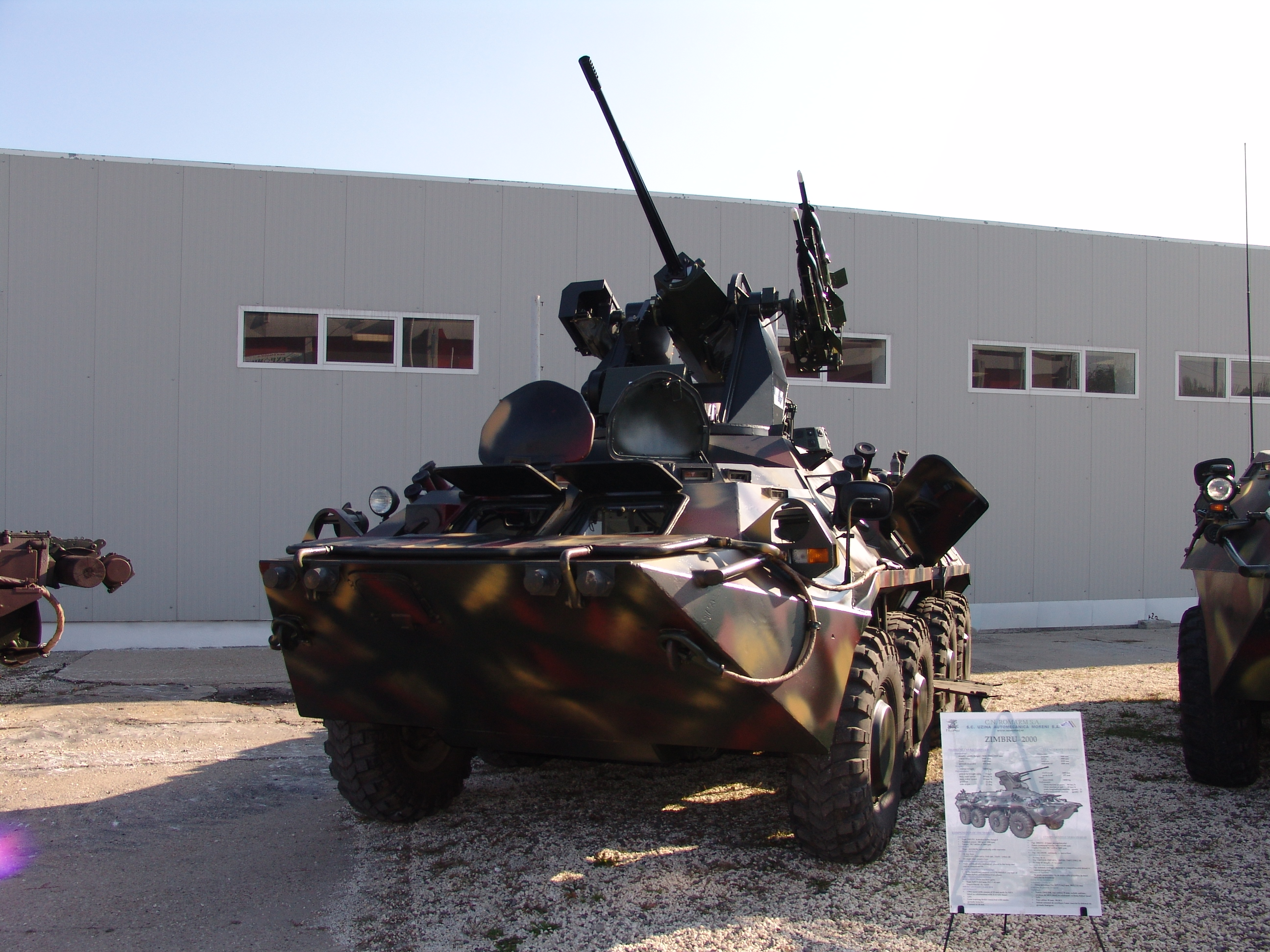
Prototip del Zimbru 2000.

- TAB Zimbru (B33) (transportorul amfibiu blindat) - Variant del BTR-80 que incorpora un motor de 268 CV, un equip de ràdio R-1231B i 500 bales addicionals de 7,62 mm.
  - Zimbru 2000 - Versió millorada amb un buc més gran, un motor de 285 CV, una transmissió Allisson-MD 3060 PR produïda a Romania.

### Ucraïna
- BTR-80UP - Versió millorada produïda a Ucraïna en cooperació amb Polònia, per ser enviats a la guerra d'Iraq. Incorporen un motor més potent de 300 CV, millor blindatge i aire condicionat.
  - BTR-80UP-KB - Vehicle de comandament de batalló.
  - BTR-80UP-KR - Vehicle de comandament de companyia.
  - BTR-80UP-S - Vehicle de personal.
  - BTR-80UP-M - Ambulància.
  - BTR-80UP-BREM - Vehicle de recuperació.
  - BTR-80UP-R - Variant de reconeixement.
  - BTR-80UP-T - Versió de càrrega.
- BTR-94 - Versió armada amb un parell de canons automàtics bessons.
- BTR-4 - Un redisseny del BTR-80 que permet als soldats sortir pel darrere o pel sostre i en el qual el conductor i el comandant tenen portes laterals.
- KShM "Kushetka-B" - Vehicle de comandament equipat amb múltiples sistemes de ràdio, aparells de navegació, un generador d'electricitat AB-1-P28,5-B-V1 i una antena telescòpica.

## Operadors
El BTR-80 és un vehicle molt usat arreu del món amb més de 5000 unitats produïdes. Alguns dels estats actuals que usen el BTR-80 són:
| Afganistan · Algèria · Angola · Armènia · Azerbaidjan · Bangladesh · Belarús | Colòmbia · Djibouti · Estònia · Finlàndia · Geòrgia · Hongria · Índia | Indonèsia · Iran · Iraq · Costa d'Ivori · Kazakhstan · Kirguizstan · Macedònia del Nord | Moldàvia · Corea del Nord · Romania · Rússia · Ossètia del Sud · Sri Lanka · Sudan | Tadjikistan · Turquia · Turkmenistan · Ucraïna · Uzbekistan · Corea del Sud · Veneçuela |